# Liste des planètes mineures non numérotées découvertes en juillet 2007
Pour un article plus général, voir Liste des planètes mineures non numérotées découvertes en 2007.
Pour un article plus général, voir Liste des planètes mineures.
Cet article dresse la liste des planètes mineures (astéroïdes, centaures, objets transneptuniens et assimilés) non numérotées découvertes en juillet 2007 dans l'ordre de leur découverte.
Au 15 janvier 2025, 661 077 des 1 434 993 planètes mineures répertoriées par le Centre des planètes mineures ne sont pas encore numérotées, soit 46,07 %.

## Rappel concernant la désignation provisoire
La désignation provisoire indique l'ordre de découverte de ces objets. En effet, cette désignation est composée de l'année de découverte (par exemple 2007) suivie de la quinzaine (demi-mois) de découverte (p.e. A = 1-15 janvier) puis de l'ordre de découverte dans cette quinzaine. Cet ordre est indiqué par une lettre et éventuellement un chiffre comme suit : A pour la première découverte, B pour la deuxième, ..., Z pour la 25e (le I n'est pas utilisé pour éviter la confusion avec 1), A1 pour la 26e, B1 pour la 27e, etc. , Z1 pour la 50e, A2 pour la 51e, B2 pour la 52e, etc. L'ordre de la numérotation ne suit donc pas l'ordre alphanumérique. 2007 AA1 suit ainsi 2007 AZ et précède 2007 AB1.

## Liste

### Du1erau 15 juillet 2007
- 2007 NQ
- 2007 NL1
- 2007 NX1
- 2007 NB2
- 2007 NP2
- 2007 NV3
- 2007 NH4
- 2007 NK4
- 2007 NT4
- 2007 NP6
- 2007 NF7

### Du 16 au 31 juillet 2007
- 2007 OO
- 2007 OV
- 2007 OX
- 2007 OY
- 2007 OC2
- 2007 OW2
- 2007 OH3
- 2007 OJ3
- 2007 OZ5
- 2007 OS6
- 2007 OA8
- 2007 OJ8
- 2007 OK8
- 2007 OL8
- 2007 OC9
- 2007 OE9
- 2007 OG9
- 2007 OK9
- 2007 OR9
- 2007 OZ10
- 2007 OK11
- 2007 OW11
- 2007 OA12
- 2007 OC12
- 2007 OG12
- 2007 OK12
- 2007 OL12
- 2007 OM12